# Институт религиозных дел
Институт религиозных дел (IOR) — дикастерия Римской курии, которая выполняет функции банка Ватикана.
IOR — крупное надгосударственное транснациональное и единственное в мире абсолютно независимое финансовое учреждение. Банк даёт возможность крупным корпорациям, созданным для религиозных, благотворительных, научных целей инвестировать средства, привлечённые на их счета, конфиденциально и без уплаты налогов. IOR закрыт для широкой публики и беспричинно открыть счёт юридическому лицу не получится. В 2012 Forbes назвал IOR «самым секретным и уникальным банком в мире». Золото Банка Ватикана депонировано в Федеральной резервной системе США, а драгоценные монеты и медали хранятся в хранилищах IOR.
Общий объём клиентских активов IOR на 2021 составлял 6,5 млрд евро, и он обслуживает 14 960 клиентов, из которых около 4 300 корпораций и 10 700 частных лиц. Число сотрудников 102. Нынешний президент IOR — французский экономист Жан-Батист де Франсуа.
Несмотря на то, что банк привержен этическим и социальным принципам католического учения, применяя их к управлению и инвестиционной политике собственного счета и клиентов, его анонимность привлекает коррумпированных чиновников и мафию для отмывания денег. Для борьбы с отмыванием денег Ватикан учредил специальный финансовый надзорный орган ASIF (Autorità di Informazione Finanziaria), который занимается ликвидацией подозрительных счетов и приостановлением подозрительных финансовых операций. По словам Рене Брюльхарта, «IOR — это уникальный тип финансового учреждения. Это не коммерческий банк, как Deutsche Bank, и не инвестиционный банк, как Goldman Sachs. Цель не в том, чтобы получить как можно больше прибыли. Миссия IOR — продвигать христианские труды. Это в первую очередь сервисное предприятие католической Церкви».

## История
Институт был основан 27 июня 1942 года, когда главой Римско-католической церкви был папа римский Пий XII.
Согласно уставу, Институт был создан для того, чтобы взимать плату и управлять ресурсами, принадлежащими религиозным агентствам. Институт религиозных дел даёт возможность корпорациям, созданным для религиозных целей, инвестировать средства, привлечённые на их вклады, конфиденциально и без уплаты налогов.
Данные о деятельности и финансовом положении Института практически не разглашаются. Он относится к числу финансовых организаций, осуществляющих крупные инвестиции в банковское дело и в торговлю в Италии и во всём мире.
В 1982 году главу Института Павла Казимира Марцинуса заподозрили в причастности к банкротству Banco Ambrosiano (ватиканский банк был его крупнейшим акционером), отмывавшего деньги итальянской мафии. В том же 1982 году бежавший из Италии глава Banco Ambrosiano Роберто Кальви был найден повешенным под мостом Блэкфрайерс в Лондоне.
Во время правления папы Иоанна Павла II были проведены крупные реформы. В 1992 году директором Института был назначен Джованни Боджо.
В последние годы Институт был вовлечён в ряд скандалов, в частности, в сентябре 2010 года финансовая полиция Италии изъяла со счёта банка Credito Artigiano 23 миллиона евро, принадлежавшие Институту, а также произвела арест директора Института Этторе Готти Тедески, а также генерального директора Паоло Чиприани по обвинению в отмывании денег.
24 мая 2012 года прошёл дирекционный совет Института религиозных дел, на котором был вынесен вотум недоверия директору профессору Готти Тедески (19 февраля 2014 года следствие сняло подозрения с Тедески и признало его вклад в очищение Института от незаконных методов работы).
В рамках обещанных папой Франциском реформ управления и борьбы с коррупцией в начале октября 2013 года был опубликовал первый годовой отчёт ИРД за всю его историю. В 2014 году в рамках борьбы с коррупцией по указу понтифика было заменено руководство Института. В декабре 2015 года папа впервые назначил внешний аудит консолидированной финансовой отчётности ИРД (для проведения этой работы выбрана аудиторская компания PricewaterhouseCoopers.

## Доходы
За 2012 год, согласно опубликованному в 2013 году Институтом отчёту, прибыль Банка Ватикана составила 86,6 млн евро.